# Kollázs

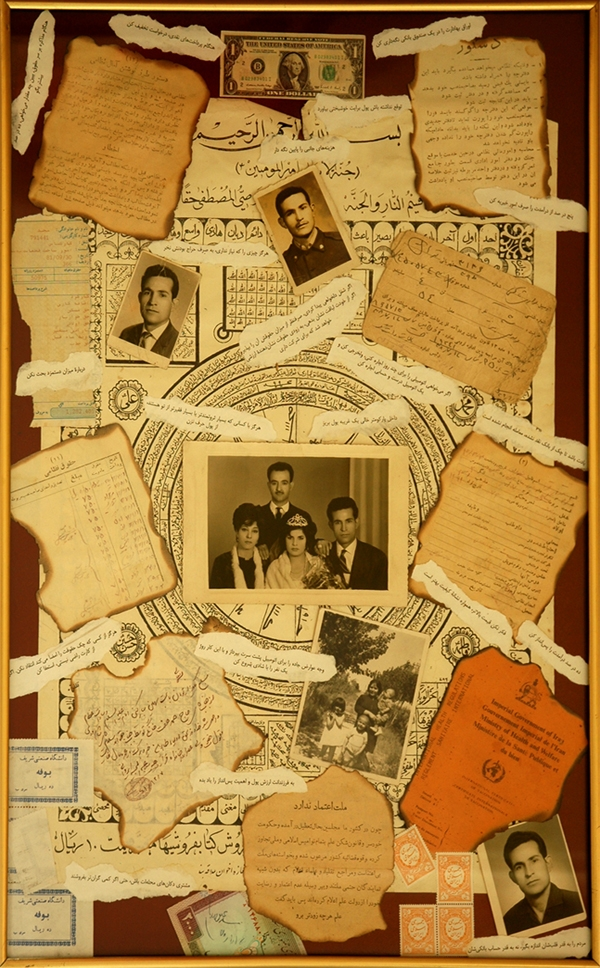
Majid Farahani: Nosztalgia (2000)

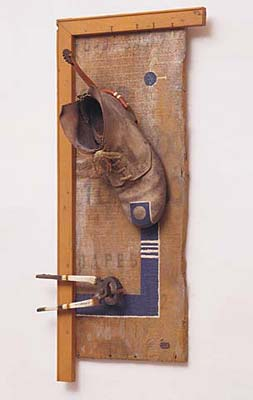
id. Szlávics László: Az ifjú mester, vegyes technika, 34x76 cm, 1978

A kollázs (a magyar szó a francia collage kiejtés szerinti átírása) olyan – általában művészi – alkotás, amely valamilyen felületen több dolog (fénykép, újságcikk, levél, egyéb tárgyak stb.) csoportos felragasztásából áll.

## Kollázs az irodalomban
A köznapi életből vett szövegek (pl. élőbeszéd, újsághír) beillesztése a szépirodalmi alkotásba, illetve ezekből a szövegekből összeállított mű.

## Kollázs a képzőművészetben
Művészeti alkotás, amelyet papír, fénykép, textil, fa, fém vagy más egyéb anyagok darabjaiból illesztenek össze. Ez a technika a kubisták, személy szerint főleg Georges Braque és Pablo Picasso alkotásai nyomán vált népszerűvé, s mintegy előkészítette az utat az assemblage műfajának a szobrászat felé közelítő módszerei számára. A technikát a dadaisták, a szürrealisták is gyakran használták. Az alkalmazó művészek közül jól ismert Max Ernst és Kurt Schwitters.
Hazai képzőművészek is széles körben használják e ma már megszokottá vált alkotói módszert. Az elsők között Kassák Lajos, Bálint Endre, Korniss Dezső, Kepes György munkásságában jelenik meg. A kortársak közül többek között Bogdándy Szultán Zoltán, Harasztÿ István, Horkay István, El Kazovszkij, FeLugossy László, Móder Rezső, Drozsnyik István, id. Szlávics László, Vojnich Erzsébet, ef Zámbó István, Wahorn András alkalmazzák e módszert, vagy az abból „kinőtt” assemblage technikát.